# Light in Your Eyes
Light in Your Eyes è un singolo della cantante statunitense Sheryl Crow, pubblicato il 29 giugno 2004 ed estratto dalla raccolta The Very Best of Sheryl Crow.

## Tracce
1. Light in Your Eyes – 4:02
2. You're Not the One – 4:00
3. My Favorite Mistake (Live from Abbey Road Studios) – 4:02